# Syndrome SAPHO
Pour les articles homonymes, voir Sapho.
 (décembre 2012).
Si vous disposez d'ouvrages ou d'articles de référence ou si vous connaissez des sites web de qualité traitant du thème abordé ici, merci de compléter l'article en donnant les références utiles à sa vérifiabilité et en les liant à la section « Notes et références ».
 Mise en garde médicale
Le SAPHO (Synovite, Acné, Pustulose palmo-plantaire, Hyperostose et Ostéite) est un ensemble d’anomalies pouvant toucher un individu de n'importe quel âge, et qui se caractérise par l’association des symptômes suivants :
- de manifestations cutanées :
  - pustulose palmo-plantaire (PPP),
  - acnés sévères (acné conglobata ou fulminans),
- et de manifestations ostéo-articulaires, atteignant essentiellement la paroi thoracique antérieure et l'ensemble sterno-claviculaire :
  - synovite,
  - hyperostose,
  - ostéite.

Chacune de ces manifestations peut se présenter indépendamment des autres. Presque toutes les combinaisons sont possibles. Exemple Ostéite sur l'ensemble sterno-claviculaire et Pustulose palmo-plantaire.
Cette maladie peut être douloureuse et invalidante.
Le syndrome SAPHO est une affection rare, répertoriée comme maladie orpheline. Il serait à classer dans le groupe des spondylarthropathies inflammatoires, telle que la spondylarthrite ankylosante, même si le syndrome SAPHO diffère sur un certain nombre de points dont semble-t-il l'aspect génétique.
Le terme de « SAPHO » a été proposé en 1994 par l’équipe du professeur Marcel-Francis Kahn et al. et la Société française de rhumatologie. La prise en compte de la globalité des symptômes de ce syndrome permet une meilleure prise en charge des malades, ainsi qu’une amélioration de la compréhension des mécanismes physiopathologiques qui régissent ces différentes affections.

## Épidémiologie
La fréquence du syndrome SAPHO dans la population est difficile à évaluer (environ une personne pour 10 000), faute de recensement précis des cas avérés. Il a été observé au Japon et en Europe occidentale, notamment dans les pays scandinaves, depuis le début des années 60. Depuis, des cas ont été rapportés en provenance d'autres régions du monde, notamment des États-Unis et d'Australie.
Cette affection concerne approximativement deux femmes contre un homme (2F/1H), et l'âge moyen de déclaration des symptômes se situe aux alentours de 30 ans, même si on recense des formes juvéniles (également dénommées ostéites chroniques multifocales récurrentes), ou au contraire tardives.
On envisage la possibilité d'une prédisposition génétique, cependant beaucoup moins nette qu'au cours d'une pathologie apparentée, la spondylarthrite ankylosante, fortement liée au groupe HLA B27.

## Évolution
L'évolution clinique est le plus souvent chronique, même si les symptômes peuvent régresser de façon spontanée.
Il n'y a jamais de lésions malignes ou septiques.

## Complications possibles
Il a été constaté une possibilité de complication vers l'uvéite ou la maladie de Crohn.

## Traitements
Il n'existe pas de traitement codifié pour le syndrome SAPHO, qui reste essentiellement symptomatique. Cependant, des essais thérapeutiques semblent rencontrer, selon les cas, de bons taux de réussite :
- les anti-inflammatoires non stéroïdiens (AINS) ;
- les sulfamidés, comme la sulfasalazine ;
- les anti-TNF alpha ;
- la calcitonine ou les bisphosphonates ;
- le méthotrexate.